# Куп Мађарске у фудбалу 2016/17.
Куп Мађарске у фудбалу 2016/17. (мађ. 2015–2016-es magyar labdarúgókupa) је било 77. издање серије, на којој је екипа ФК Ференцвароша тријумфовала по 23. пут. У складу са одлуком МЛС, тимови НБ I и НБ II су се укључили у такмичење у шестом колу 14. септембра 2016. године. Освајач купа може да стартује у 1. колу квалификација за Лигу Европе 2017-2018.

## Четвртфинале[4]
| Тим #1                    | рез.             | Тим #2         | прва утакмица | друга утакмица |
| ------------------------- | ---------------- | -------------- | ------------- | -------------- |
| 28. март и 5. април 2017. |                  |                |               |                |
| ФК Мезекевешд ШЕ          | 7 : 4            | ФК Солнок МАВ  | 3 : 1         | 4 : 3          |
| 29. март и 4. април 2017. |                  |                |               |                |
| ФК Ференцварош            | 2 : 1            | ФК Диошђер ВТК | 2 : 1         | 0 : 0          |
| 29. март и 5. април 2017. |                  |                |               |                |
| ФК Ујпешт                 | 2 : 2 (п. с. н.) | ФК Вашаш       | 1 : 2         | 1 : 0          |
| ФК Будафок МТЕ            | 3 : 2            | FK Шопрон      | 1 : 2         | 2 : 0          |

## Полуфинале
| Тим #1                    | рез.   | Тим #2           | прва утакмица | друга утакмица |
| ------------------------- | ------ | ---------------- | ------------- | -------------- |
| 26. април и 17. мај 2017. |        |                  |               |                |
| ФК Вашаш                  | 7 : 0  | ФК Мезекевешд ШЕ | 2 : 0         | 5 : 0          |
| ФК Ференцварош            | 12 : 2 | ФК Будафок МТЕ   | 8 : 0         | 4 : 2          |

## Финале
Одиграна је само једна утакмица у финалу и Ференцварош је освојио титулу шампиона.
| 31. мај 2017. |       |                |
| ФК Вашаш      | 1 : 1 | ФК Ференцварош |

| ФК Вашаш (НБ I)                                                         | 1 : 1 (п. с. н.) | ФК Ференцварош (НБ I)                                                |
| ----------------------------------------------------------------------- | ---------------- | -------------------------------------------------------------------- |
| Тамаш Кулчар 47’                                                        | Извештај         | 26’ Роланд Варга                                                     |
| Пенали                                                                  |                  |                                                                      |
| Мохамед ремили · Жомбор Берец · Кире Ристевски · Мате Вида · Балинт Гал | 4 : 5            | Роланд Варга · Леандро · Андраш Радо · Јанек Штенберг · Владан Чукић |